# 唐惠陵
惠陵，又作让皇帝陵，为唐睿宗长子、唐玄宗长兄李憲墓。位于京兆府奉先县（今渭南市蒲城县）。
开元二十九年十一月，宁王李宪病卒，第二年正月安葬。后以郑王李筠、嗣宁王李琳、同安王李珣、蔡国公主陪葬。
陵墓的神道及天井比照诸侯規格。唐玄宗以兄长生前能让太子位，追谥为让皇帝，賜天子衣一付，陵号惠陵。